# Croton pannosus
Croton pannosus là một loài thực vật có hoa trong họ Đại kích. Loài này được Thunb. mô tả khoa học đầu tiên năm 1821.